# شرين

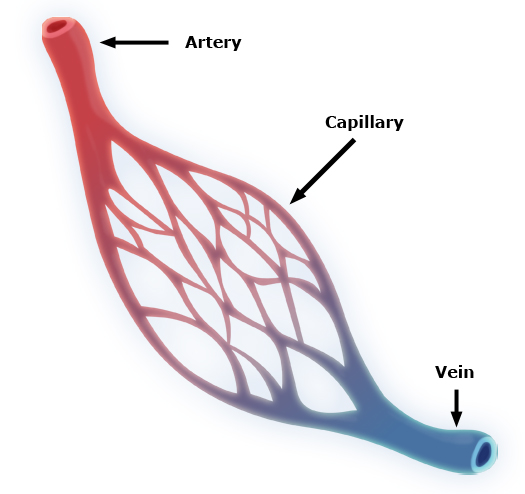
انتقال الدم من الشرينات إلى الشعيرات الدموية ثم إلى وريد.

الشرينات (بالإنجليزية: Arterioles)‏ هي عبارة عن شرايين صغيرة، متفرعة من الشرايين الكبيرة، وهي تقوم بنقل الدم من الشرايين الكبيرة إلى الشعيرات الدموية ومنها تتجمع وتصب في وريد. لها دور كبير في تنظيم ضغط الدم عن طريق انكماش وتمدد العضلات الملساء الموجودة في جدارنها.
للشرينات طبقة أو طبقين من العضلات الملساء. يحدث أكبر تغير في سرعة تدفق الدم وضغط الدم عند مرور الدم من الشرينات إلى الشعيرات الدموية. زيادة سرعة التدفق في الشعيرات الدموية يصاحبه هبوط في ضغط الواقع على جدرانها مما يسرع من عملية تبادل الغازات والمواد المغذية.

## أجزاء الشرين ووظيفته

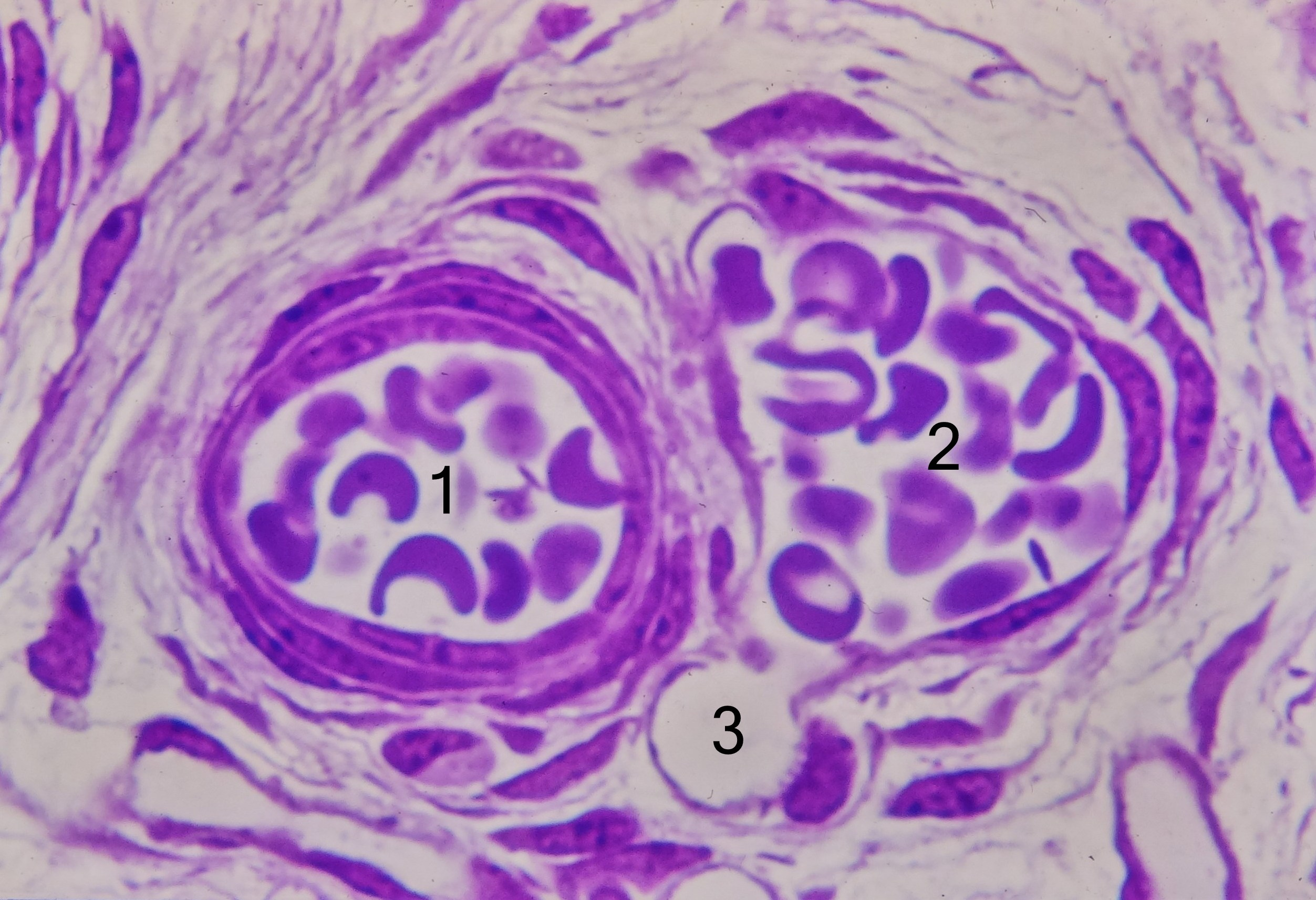
مقطع لأوعية دموية تحت المجهر: 1 شرين؛ 2 وريد صغير؛ و3 شعيرة دموية

يتكون جدار الشرين مثل بنية شريان حيث نفرق بين غلالة باطنة وغلالة وسطانية وغلالة خارجية.
تكون الغلالة الوسطانية في الشرين رقيقة ولكن ما يوجد بها من عضلات ملساء يمكن أن تقفلها تماما؛ في حين أن غلق العضلات لشرايين كبيرة ليس ممكنا. بهذا التحكم في الإغلاق يمكن مرور الدم في الشعيرات التالية ويعمل هذا التحكم على خفض معدل مرور الدم في أنسجة هادئة.
يزداد احتكاك الدم في الشرينات ويقل معدل مرور الدم وضغط الدم فيها. أقل تغير في اتساع الشرينات في أي جزء من الجسم له تأثير كبير على ضغط الدم.
يبلغ اتساع الشرينات نحو 20 ميكرومتر. وبعض المختصين يعرّفونها بأنها الأوعية الدموية التي لها طبقة واحدة من الخلايا العضلية الملساء، بعكس الشرايين الكبيرة التي تتكون من عدة طبقات من العضلات الملساء؛ ومع ذلك فتعتبر شرينات قبلها أكبر، ذات طبقتين أو ثلاثة من خلايا العضلات الملساء، تعتبر أيضًا شرينات وليست شرايين.

## اقرأ أيضا
- شريان
- وريد
- دورة دموية
- ضغط الدم